# Jardim dos Milagres do Dubai

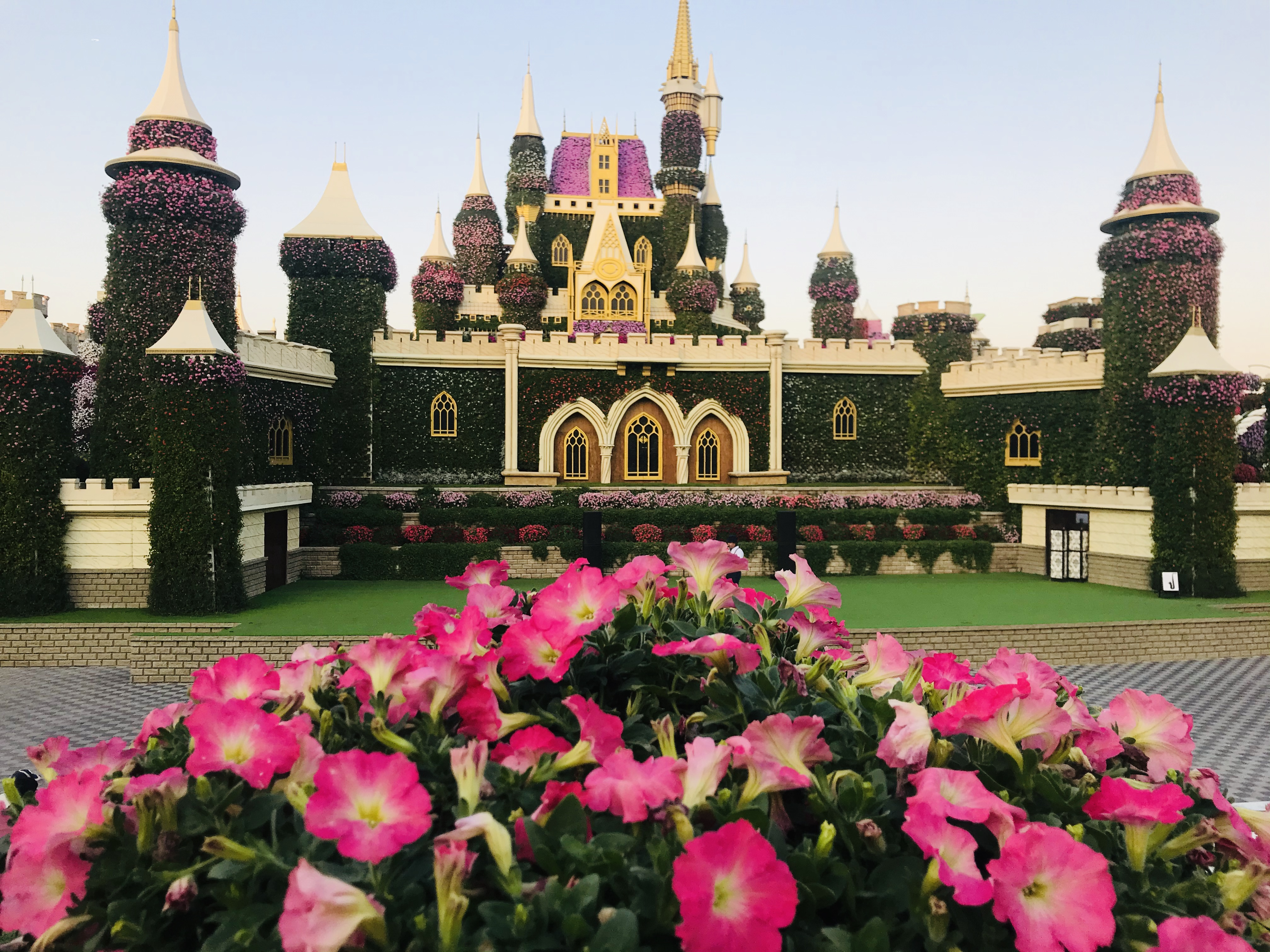
Jardim dos Milagres do Dubai

O Jardim dos Milagres do Dubai, mais conhecido como Dubai Miracle Garden (em árabe : حديقة الزهور بدبي), é um jardim de flores localizado na Dubailand, Dubai, nos Emirados Árabes Unidos.
O jardim foi lançado em 2013 no Dia dos Namorados. Ocupando uma área superior a 72,000 m2 (780,000 sq ft), é o maior jardim de flores naturais do mundo, contendo acima de 50 milhões de flores e 250 milhões de plantas.
Em abril de 2015, o jardim recebeu o Prémio Moselle anual das Novas Experiências de Jardim galardoado pelo pelo Garden Tourism Award 2015.

## Desenvolvimento
O conceito do primeiro projeto do Jardim dos Milagres resultou dum acordo entre o Dubailand e o Dubai Properties Group. O projeto foi desenvolvido pela Akar Landscaping and Agriculture Company, sob a liderança do empresário jordaniano Abdel Naser Rahhal. O custo do projeto foi estimado em 40 milhões AED (11 milhões US$).
A fase inicial do projeto foi concluída e inaugurada em fevereiro de 2013, consistindo numa instalação ao ar livre com 21,000 sq ft (1,9 510 m2) incluindo projeto de paisagismo vertical e horizontal, cada parte com design próprio. Esta fase demorou dois meses com 400 trabalhadores a tempo inteiro. A segunda fase do projeto foi iniciada em junho e concluída em outubro de 2013, formando uma expansão de 70% à área inicial e a construção de 850,000 sq ft (79,000 m2) dum parque de estacionamento de vários andares, aumentando assim a área total do jardim para 2×106 sq ft (190×103 m2).  O desenvolvimento da segunda fase incluiu a adição do relógio floral, jardim das borboletas, espaços comerciais e várias mesquitas.

## Operações
O Dubai Miracle Garden fica geralmente aberto ao público entre os meses de outubro a abril. De maio a setembro é fechado devido às altas temperaturas médias de 40 °C (104 °F), o que não é indicado para flores.

### Manutenção
As flores são mantidas pela reutilização de águas residuais tratadas por um método de irrigação por gotejamento com uma quantidade média de 757,082 L (166,535 imp gal; 200,000 US gal) de água diária. Segundo os responsáveis pelo Dubai Miracle Garden, o município do Dubai recolhe águas residuais da cidade e envia-as diretamente para o jardim. Por sua vez, o jardim refiltra a água e  converte-a em água de alta qualidade para uso no jardim. O jardim é regado diariamente apenas uma vez, à noite.

## Jardim das Borboletas do Dubai
Em 2015, o Dubai Miracle Garden abriu o Jardim das Borboletas do Dubai, que é em simultâneo o maior do mundo, o primeiro jardim coberto (composto por nove cúpulas no total) de borboletas naquela região, e refúgio para mais de 15.000 borboletas de 26 espécies diferentes.

## Acordo com a Disney
Resultando dum acordo de licenciamento entre o Dubai Miracle Garden e a The Walt Disney Company, uma topiária do Mickey Mouse foi inaugurada em fevereiro de 2018. Armações florais dos personagens Minnie Mouse, Pateta, Plutão, Margarida, Pato Donald e Huey, Zezinho e Louie foram instaladas no fim desse mesmo ano.

## Guinness World Records
O Jardim dos Milagres do Dubai bateu três recordes mundiais do Guinness. Em 2013, foi declarado como o maior jardim vertical do mundo. Atualmente, uma estrutura de jardinagem dum modelo Airbus A380 está listada pelo Guinness World Records como a maior estrutura floral do mundo. A topiária com 18 m (59 ft) do Mickey Mouse, que pesa quase 35 toneladas, é a escultura topiária mais elevada do mundo.